# Shibataea
Shibataea ist eine Bambus-Gattung der Tribus Arundinarieae aus der Familie der Süßgräser (Poaceae).

## Beschreibung
Diese kleinen Arten erreichen Wuchshöhen zwischen 0,5 und 2 Metern. Die Halmstärke reicht bis zu 0,7 cm. Pro Nodie wächst ein Zweig. Die Pflanzenarten der Gattung bilden Horste. Die Blätter sind schmal lanzettlich bis breit lanzettlich. Die Ährchen der Blüten sind 2-7-blütig, dir unteren 1 oder 2 sind fertil, die oberen sind steril. Die Hüllspelzen fehlen gewöhnlich. Die Deckspelzen sind häutig, breit lanzettlich und zugespitzt. Die Vorspelzen haben 2 Kiele. Jede Blüte hat 3 Staubblätter und 1 Griffel mit 3 Narben. Die Frucht ist eine Karyopse.

## Taxonomie
Die Gattung Shibataea wurde 1933 durch Takenoshin Nakai in Journal of Japanese Botany. [Shokubutsu Kenkyu Zasshi] Band 9, Teil 2, Seite 33 korrekt erstbeschrieben. Nakai übernahm den Namen von Tomitarô Makino, den dieser schon 1912 in Botanical Magazine. [Shokubutsu-gaku zasshi] Band 26, Seite 236 aber in japanischer Sprache veröffentlicht hatte. Der Name Shibataea ehrt den japanischen Botaniker Keita Shibata (1897–1949).

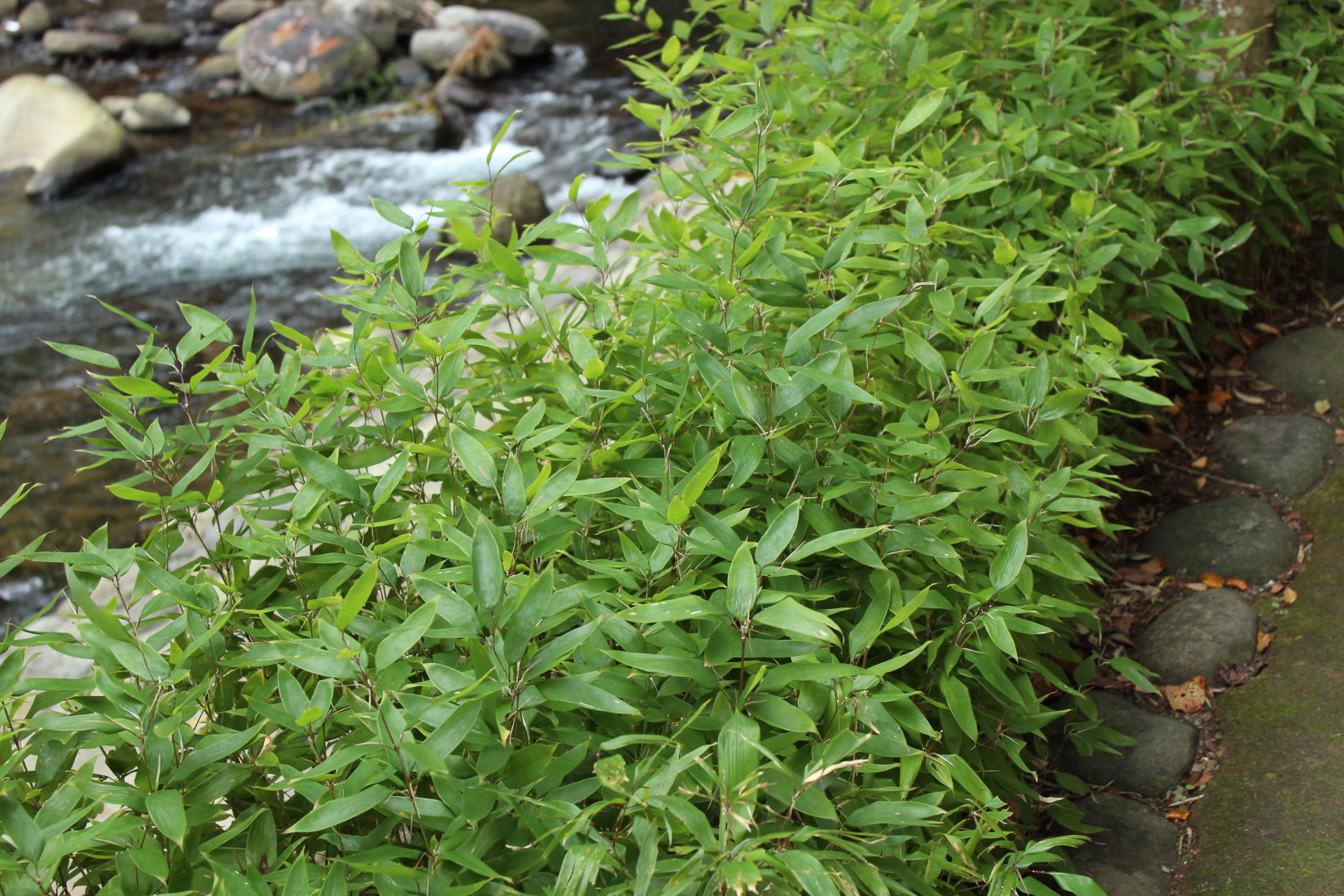
Mäusedorn-Bambus (Shibataea kumasasa)

## Arten und Verbreitung
Die sieben bis zehn Shibataea-Arten sind im südöstlichen China beheimatet. Eine Art wurde vor langer Zeit als Zierpflanze nach Japan eingeführt, oft gepflanzt und ist in Ostjapan verwildert.
Hier die Liste der anerkannten Arten:
- Shibataea chiangshanensis T.H.Wen: Zhejiang.[3]
- Shibataea chinensis Nakai: Südöstliches China.[3]
- Shibataea hispida McClure: Anhui, Zhejiang.[3]
- Mäusedorn-Bambus (Shibataea kumasasa (Zoll. ex Steud.) Makino; Shibataea kumasaca (Zoll. ex Steud.) Nakai orth. var.; Syn.: Shibataea ruscifolia Makino[3]): Südöstliches China und westliches Japan.[3]
- Shibataea lancifolia C.H.Hu (auch Shibataea lanceifolia orth. var.): Fujian, Zhejiang.[3]
- Shibataea nanpingensis Q.F.Zheng & K.F.Huang: Fujian.[3]
- Shibataea strigosa T.H.Wen: Jiangxi, Zhejiang.[3]